# Riserva naturale Tongrube Paradies
La riserva naturale Tongrube Paradies è un'area naturale protetta del Canton Turgovia, in Svizzera, istituita nel 2001. È considerata area di conservazione di habitat/specie secondo l'Unione internazionale per la conservazione della natura.

## Descrizione
La riserva si estende su una superficie di circa 0,85 ettari a nord dell'abitato di Neuparadies, nel comune di Schlatt. All'interno dell'area si trova una cava che oggi, nonostante sia ancora in attività, è habitat di diverse specie vegetali e animali, tanto da essere inserito nell'inventario federale dei siti di riproduzione di anfibi di importanza nazionale dell'Ufficio federale dell'ambiente (UFAM).

## Fauna
Tra le specie che popolano la riserva, ce ne sono alcune in via di estinzione, come l'ululone dal ventre giallo (Bombina variegata), il rospo calamita (Epidalea calamita) e alcune specie di raganelle. Si trovano inoltre anfibi meno in pericolo quali l'alite ostetrico (Alytes obstetricans) e altre rane.